# Gingidia
- Commons
- Wikispecies

Gingidia é um género botânico pertencente à família Apiaceae.

## Espécies
- Gingidia algens
- Gingidia baxteri
- Gingidia decipiens
- Gingidia enysii
- Gingidia flabellata
- Gingidia grisea
- Gingidia harveyana
- Gingidia montana
- Gingidia trifoliata
- Gingidia trifoliolata